# Handley Page Hendon
Handley Page Hendon là một loại máy bay ném bom ngư lôi của Anh trong thập niên 1920.

## Biến thể
Hendon I
Hendon II
Hendon III

## Tính năng kỹ chiến thuật (Hendon)
Dữ liệu lấy từ Handley Page Aircraft since 1907 
Đặc điểm tổng quát
- Kíp lái: 2
- Chiều dài: 34 ft 6 in (10,51 m)
- Sải cánh: 46 ft 0 in (14 m)
- Chiều cao: 13 ft 8 in [2] (4,17 m)
- Diện tích cánh: 562 ft² (52,2 m²)
- Trọng lượng rỗng: 4.350 lb [3] (1.978 kg)
- Trọng lượng có tải: 6.970 lb (3.160 kg)
- Động cơ: 1 × Napier Lion IIB, 450 hp (336 kW)

 Hiệu suất bay 
- Vận tốc cực đại: 96 kn (110 mph, 177 km/h)
- Vận tốc tắt ngưỡng: 48 kn (55 mph, 88 km/h)
- Trần bay: 9.500 ft (2.900 m)
- Tải trên cánh: 12,4 lb/ft² (60,5 kg/m²)
- Công suất/trọng lượng: 0,065 hp/lb (0,11 kW/kg)

Trang bị vũ khí

- Súng: 1 × súng máy Vickers và 1 × súng máy Lewis.303 in (7,7 mm)
- Bom: 1 × ngư lôi 18 in (457 mm) hoặc 2 × quả bom 230 lb (105 kg)